# Средно училище „Йордан Йовков“ (Сливен)
Средно училище "Йордан Йовков" - Сливен е основано на 15 септември 1980 г. в град Сливен, квартал „Българка“. 
Първоначално функционира като Десето основно училище „Иван Вазов“, но на 18 септември 1980 г., в чест на 100-годишнината от рождението на писателя Йордан Йовков, приема неговото име.

## История
През учебната 1985/1986 година училището се трансформира в Единно средно политехническо училище (ЕСПУ), като за първи път приема ученици в IX клас. От учебната 1998/1999 година се въвежда чуждоезиково обучение в първи клас с три паралелки по английски език и една по френски език, както и засилена математическа и компютърна подготовка.
През 2020 г. училището отбелязва своя 40-годишен юбилей, утвърждавайки се като институция с богата история, опит, традиции и иновации. Същата година СУ „Йордан Йовков“ е включено в списъка на иновативните училища в страната, като иновацията включва поетапно въвеждане на нови учебни предмети в разширена подготовка от областта на информационните технологии.

## Материална база
Средно училище „Йордан Йовков“ разполага с 34 класни стаи и изцяло обновени STEM кабинет, оборудван с модерни технологии, които подпомагат преподаването на природни науки като физика, химия и биология. Тази учебна среда предоставя на учениците възможности за провеждане на експериментални дейности, изследвания и лабораторни анализи, допринасяйки за по-дълбокото разбиране на научните концепции и повишава качеството на учебния процес.
Училището разполага с четири компютърни кабинета, оборудвани с общо 56 компютърни системи. Освен тях, училището разполага и с компютърна лаборатория, специализирана за разработка на роботизирани системи, 3D моделиране и принтиране, както и за проекти, свързани с IoT (Интернет на нещата) технологии.
За спортните активности на учениците са на разположение фитнес зала, физкултурен салон и спортни площадки в просторния двор на училището.

## Дейности и иновации
Училището участва в различни проекти и инициативи, насочени към подобряване на образователния процес и внедряване на иновации в обучението. През учебната 2020/2021 година СУ „Йордан Йовков“ е част от Националната програма „Иновации в действие“, като си партнира с училища от страната за обмен на добри практики и мултиплициране на успешни иновации.
Освен това, училището участва ежегодно в инициативата „Европейската седмица на програмирането“, като организира събития и практически работилници, насочени към развитие на дигиталните умения на учениците, включително работа с роботизирани системи, програмиране и AI.

## Прием

### Прием в първи клас
За учебната 2025/2026 година училището обявява прием на ученици в първи клас. Като иновативно училище, СУ „Йордан Йовков“ въвежда нови учебни предмети в начален етап – „Въведение във визуалното програмиране“ за първи и втори клас и „Визуално програмиране“ за трети и четвърти клас. Учебният процес се организира на едносменен режим с целодневна организация.

### Прием след седми клас
За учебната 2025/2026 година Средно училище „Йордан Йовков“ предлага прием на ученици след завършен 7. клас в професия „Приложен програмист“ с разширено изучаване на английски език. Обучението е с дневна форма, със срок на обучение 5 години, като паралелката е с капацитет от 26 ученици.
Учениците, записани в тази специалност, получават разширена и задълбочена подготовка в областта на програмирането и информационните технологии, която включва теоретични и практически занимания в специализирани кабинети и компютърни лаборатории.

### Учебна програма
Учебната програма е разделена в две основни направления: Отраслова професионална подготовка и Специфична професионална подготовка. За всеки учебен предмет се предвижда както теоретично, така и практическо обучение, което осигурява на учениците необходимите знания и умения за професионална реализация.

##### Отраслова професионална подготовка
- Увод в програмирането (теория и практика)
- Програмиране (теория и практика)
- Увод в обектно-ориентираното програмиране (теория и практика)
- Увод в алгоритмите и структурите от данни (теория и практика)
- Обектно-ориентирано програмиране (теория и практика)
- Бази данни (теория и практика)
- Разработка на софтуер (теория и практика)

##### Специфична професионална подготовка
- Програмиране за вградени системи (теория и практика)
- Математически основи на програмирането (теория и практика)
- Операционни системи (теория и практика)
- Конкурентно програмиране (теория и практика)
- Алгоритми и структури от данни (теория и практика)
- Функционално програмиране (теория и практика)
- Интернет програмиране (теория и практика)
- Софтуерно инженерство (теория и практика)
- Програмиране на микроконтролери

##### Практическа подготовка и стажове
- Учебна практика в компютърните лаборатории на училището
- Разработка на реални софтуерни проекти
- Работа със съвременни технологии за програмиране
- Практики в IT компании, които подпомагат задълбоченото изучаване както на теоретичните, така и на практическите аспекти на професията

След завършване на специалността, учениците получават диплома за средно образование и свидетелство за професионална квалификация – трета степен по професия „Приложен програмист“, което им дава възможност за продължаване на обучението във висши учебни заведения или започване на работа в IT сектора.

## Постижения
Учениците на СУ „Йордан Йовков“ постигат успехи в различни области, включително участие в състезания и конкурси на регионално и национално ниво. Училището се стреми да предоставя качествено образование и подкрепа за своите възпитаници, като насърчава тяхното личностно и академично развитие.

## Партньорства
СУ „Йордан Йовков“ поддържа активни партньорства с други учебни заведения и организации в страната и чужбина, участвайки в обмен на добри практики и иновативни подходи в образованието. 